# 茶斑尺蛾屬
茶斑尺蛾屬（學名：Tanaoctenia）又稱叉線青尺蛾屬，屬於尺蛾科的灰尺蛾亞科。

## 種
目前確認有兩個物種屬於茶斑尺蛾屬，分別為：
- 茶斑尺蛾 （叉線青尺蛾） Tanaoctenia dehaliaria （Wehrli, 1936）
- 綠翅茶斑尺蛾 （焦斑叉線青尺蛾） Tanaoctenia haliaria （Walker, 1861） -- 模式種